# 帚枝球虫
帚枝球虫（学名：Cladococcus scoparius）为星球虫科枝球虫属的动物。分布于中太平洋，包括东海等海域。